# Грегуровец (Свети Петар Ореховец)
Грегуровец је насељено место у саставу општине Свети Петар Ореховец у Копривничко-крижевачкој жупанији, Хрватска. До територијалне реорганизације у Хрватској налазио се у саставу бивше велике општине Крижевци.

## Становништво
На попису становништва 2011. године, Грегуровец је имао 233 становника.

## Попис1991.
На попису становништва 1991. године, насељено место Грегуровец је имало 258 становника, следећег националног састава:
| Попис 1991.‍ | Попис 1991.‍ | Попис 1991.‍ | Попис 1991.‍ | Попис 1991.‍ |
| ----------- | ----------- | ----------- | ----------- | ----------- |
|             |             |             |             |             |
| Хрвати      | Хрвати      |             | 255         | 98,83%      |
| Чеси        | Чеси        |             | 2           | 0,77%       |
| непознато   | непознато   |             | 1           | 0,38%       |
| укупно: 258 |             |             |             |             |